# Liste der Steinkreuze in der Stadt Regensburg
In dieser Liste der Steinkreuze in der Stadt Regensburg sind die Steinkreuze (Sühnekreuze, Kreuzsteine etc.) in der Stadt Regensburg in der Oberpfalz, Bayern aufgelistet. Diese Liste erhebt keinen Anspruch auf Vollständigkeit.
| Gemeinde, Ortsteil               | Lage                                                    | Objekt                                           | Beschreibung | Akten-Nr.      | Bild                              |
| -------------------------------- | ------------------------------------------------------- | ------------------------------------------------ | --- | -------------- | --------------------------------- |
| Regensburg, Kumpfmühl            | Am Mühlbach 11, 13 u.15; Hofgartenweg 6 u. 8 (Standort) | Steinkreuz                                       | lateinische Form mit hohem Schaft und verbreitertem Kopfteil, spätmittelalterlich, 1953 hierher versetzt | D-3-62-000-582 | Fotos hochladen                   |
| Regensburg, Kumpfmühl            | Gutenbergstraße 8 (Standort)                            | Sühnekreuz für den Mord an Heinrich Zant         | Steinkreuz, mit Korpus im Dreinageltypus und Inschrift, Kalkstein, 1313 | D-3-62-000-526 | Fotos hochladen                   |
| Regensburg, Burgweinting-Harting | Neutraublinger Straße 26 (Standort)                     | Katholische Filialkirche St. Koloman, Steinkreuz | Ehemalige romanische Doppelkapelle, Saalkirche mit eingezogenem Chor, Ostturm mit Zwiebelhaube, Langhaus 12. Jahrhundert, Chor und Ostturm 18. Jahrhundert, Sanierung 2006-07; mit Ausstattung; Friedhofsmauer, im Kern mittelalterlich; Steinkreuz, lateinische Form, mit Fuß und Ritzzeichnung des Gekreuzigten, Kalkstein, wohl spätmittelalterlich | D-3-62-000-549 | weitere Bilder \| Fotos hochladen |